# Uraecha curta
Uraecha curta là một loài bọ cánh cứng trong họ Cerambycidae.